# Mercado São Sebastião Vitória
O Mercado São Sebastião é um edifício localizado na cidade de Vitória, capital do Espírito Santo.

## História
O edifício foi construído no bairro Jucutuquara na primeira metade do século XX e aberto ao público em 1949, época que a capital capixaba passava por grandes transformações urbanísticas e prosperidade econômica. Projetado em estilo neocolonial por Olympio Brasiliense, o prédio se equipara a altivez arquitetônica de grandes cidades da época como São Paulo e Rio de Janeiro. É o único mercado municipal que funcionou em outra área que não fosse o centro da capital.
Em 2010 passou por uma reforma para que pudesse funcionar como um Centro de Referência do Artesanato Capixaba. Dois anos após a abertura foi fechado devido a problemas estruturais.
Atualmente, o edifício reaberto em 2018, sedia reuniões da Associação de Moradores, bazares, eventos da Prefeitura de Vitória, e também comporta ensaios, reuniões e eventos da escola de samba da região, a Unidos de Jucutuquara.
Desde 2023, a  Prefeitura de Vitória abriu as portas para a bateria da Unidos de Jucutuquara fazer oficinas de formação de Ritmistas, e também ensaios da bateria no local, já que eles precisavam que o local exercesse funções culturais e sociais. 